# I gettoni
I gettoni è il nome di una collana di narrativa, ideata da Elio Vittorini per la Giulio Einaudi Editore.
Tra il 1951 e il 1958, sulla collana uscirono opere di narrativa contemporanea di impronta fortemente nazionale: su un totale di 58 titoli (13 dei quali pubblicati nel 1954), solo 8 sono di autori stranieri. Gli scrittori pubblicati sono in tutto 49. La collana si proponeva di valorizzare ricerche linguistiche e testimonianze sincere di giovani letterati italiani, creando un prodotto tascabile che permettesse di avvicinare un pubblico senza troppe spese e senza troppi rischi per l'editore: era una collana "povera", tanto nella grafica quanto nella carta.
È lo stesso Vittorini a spiegare il significato del nome dato alla collana: "per i molti sensi che la parola può avere di gettone per il telefono (e cioè di chiave per comunicare), di gettone per il gioco (e cioè con valore che varia da un minimo a un massimo) e di gettone come pollone, germoglio ecc. - Poi suscita immagini metalliche e cittadine".

## Libri
I titoli della collana furono:
- 1951
  - 1. Franco Lucentini, I compagni sconosciuti (ristampato nel 2006)
  - 2. Lalla Romano, Le metamorfosi (ristampato f. c. nel 2001)
  - 3. Pietro Sissa, La banda di Dohren
  - 4. Marguerite Duras, Una diga sul pacifico
  - 5. Fortunato Seminara, Il vento nell'oliveto
  - 6. Giovanni Pirelli, L'altro elemento
- 1952
  - 7. Mario Tobino, Il deserto della Libia
  - 8. Carlo Cassola, Fausto e Anna
  - 9. Italo Calvino, Il visconte dimezzato
  - 10. Giovanni Arpino, Sei stato felice, Giovanni
  - 11. Beppe Fenoglio, I ventitré giorni della città di Alba
  - 12. Raul Lunardi, Diario di un soldato semplice
  - 13. Remo Lugli, Le formiche sotto la fronte
  - 14. Antonio Guerra, La storia di Fortunato
- 1953
  - 15. Mario La Cava, Caratteri
  - 16. Mario Rigoni Stern, Il sergente nella neve: ricordi della ritirata di Russia (ristampato f. c. nel 2003)
  - 17. Lalla Romano, Maria
  - 18. Anna Maria Ortese, Il mare non bagna Napoli
  - 19. Carlo Cassola, I vecchi compagni
  - 20. Antonio Terzi, La sedia scomoda
  - 21. Carlo Montella, I parenti del Sud
  - 22. Renzo Biasion, Sagapò
- 1954
  - 23. Ottiero Ottieri, Memorie dell'incoscienza
  - 24. Giampiero Carocci, Il campo degli ufficiali
  - 25. Wright Morris, Il padre dell'eroe
  - 26. Sergio Antonielli, La tigre viziosa
  - 27. Italo Calvino, L'entrata in guerra
  - 28. Fortunato Seminara, Disgrazia in casa Amato
  - 29. Aldo De Jaco, Le domeniche di Napoli
  - 30. Beppe Fenoglio, La malora (ristampato f.c. nel 2004)
  - 31. Giuseppe Bonaviri, Il sarto della stradalunga
  - 32. Robert Antelme, La specie umana
  - 33. Nelson Algren, Le notti di Chicago
  - 34. Nello Saito, Gli avventurosi siciliani
  - 35. Giovanni Testori, Il dio di Roserio
- 1955
  - 36. Raffaello Brignetti, La deriva
  - 37. Pierre Gascar, Le bestie
  - 38. Dylan Thomas, Ritratto di giovane artista (ristampato f. c. nel 2006)
  - 39. Sergio Civinini, Stagione di mezzo
  - 40. Dante Troisi, Diario di un giudice
  - 41. Silvio Guarnieri, Utopia e realtà
  - 42. Charles Rohmer, L'altro
  - 43. Jorge Luis Borges, La biblioteca di Babele
- 1956
  - 44. Marcello Venturi, Il treno degli Appennini
  - 45. Francesco Leonetti, Fumo, fuoco e dispetto
  - 46. Angelo Ponsi, La dichiarazione
  - 47. Manlio Cancogni, La carriera di Pimlico
  - 48. Antonio Guerra, Dopo i leoni
  - 49. Elémire Zolla, Minuetto all'inferno
  - 50. Rolando Viani, I ragazzi della spiaggia
- 1957
  - 51. Gualtiero Ghizzoni, Il cappellaccio
  - 52. Gino Cesaretti, I pipistrelli
  - 53. Luigi Davì, Gymkhana-cross
  - 54. Ottiero Ottieri, Tempi stretti
- 1958
  - 55. Giovanni Pirelli, L' entusiasta
  - 56. Mario La Cava, Le memorie del vecchio maresciallo
  - 57. Leonardo Sciascia, Gli zii di Sicilia (ristampato f. c. nel 2005)
  - 58. Luciano Della Mea, Il colonnello mi manda a dire